# شراف (العراق)
شَراف أو سيراف منطقة عراقية في ناحية الشبكة في محافظة النجف، كانت محطة قوافل بناحية العراق، في طريق الحج الكوفي المُتجّه إلى مكة، كان فيها آبار عذبة حُفِرَ بعضها في عهد المنصور والرشيد، المسافة 163 كيلومتراً بين شراف ومدينة النجف، والمسافة بين شراف وواقصة 18 كيلومتراً، . وقيل 3 كيلومترات، ذكر ياقوت الحموي أن المسافة من "شراف إلى واقصة ميلان" عربيان (4 كيلومترات)، وقال عبد الجبار الراوي في كتابه (البادية) المنشور سنة 1949 إن شراف هي "آبار (حسيان) لا يزيد عمقها على ال(7) أمتار وتقع على الطريق بين الشبكة والجميمة وعلى مسافة 26 كيلومتراً من الشبكة، مياهها عذبة.
سُجلت شراف موقعاً أثرياً لدى وزارة الثقافة العراقية، وذُكر سنة 2022 أن الحكومة العراقية ساعية إلى تأهيل أربعة مواقع من درب زبيدة، منها موقع شراف، لتسجيله ضمن لائحة اليونيسكو للتراث العالمي.

## في التاريخ

### الحسين بن علي
في طريق الحسين بن علي بن أبي طالب من الحجاز إلى كربلاء نزل في منازل، منها واقصة إلى شراف، قال الطبري في تاريخه "أقبل الحسين ع حَتَّى نَزَلَ شِرَافَ، فَلَمَّا كَانَ فِي السَّحَرِ أَمَرَ فِتْيَانَهُ فَاسْتَقَوْا مِنَ الْمَاءِ فَأَكْثَرُوا، ثُمَّ سَارُوا مِنْهَا.

### المثنى بن حارثة
قال الدومي والعناني في كتابهما (المثنى بن حارثة) "ورحل إلى داره في شراف"، وقال عقيد محمد فرج في كتابه (المثنى فارس بني شيبان) "ورحل إلى قومه في شراف حيث لم يطل مقامه فمات وصاحبَ أخوهُ المُعنّى امرأتَهُ سلمى وسار بها حتى أدرك سعداً بشَراف"، وقال ابن الأثير الجزري "وقدِمَ المُعنّى بن حارثة الشيباني وسلمى بنتُ خصفة زوجُ المثنى بِشَراف".

## وصلات خارجية
- موقع شَراف في الخارطة العراقية اللوجستية العامة (Alsharaf) Iraq:General Logistics Planning Map 2015